# یوزو کوریهارا
یوزو کوریهارا (به انگلیسی: Yuzo Kurihara) بازیکن فوتبال اهل ژاپن و عضو تیم ملی فوتبال ژاپن است که در تاریخ ۰۹ اوت ۲۰۰۶ میلادی اولین بازی ملی‌اش را انجام داد. او در ۱۳ بازی ملی حضور داشت و آخرین بازی ملی خود را در تاریخ ۱۶ اکتبر ۲۰۱۲ میلادی انجام داد. یوزو کوریهارا در بازی‌های ملی‌اش
۲ گل به ثمر رساند.